# Ochrosia brownii
Ochrosia brownii, Syn.: Neisosperma brownii, ist eine Pflanzenart aus der Unterfamilie der Rauvolfioideae in der Familie der Hundsgiftgewächse (Apocynaceae). Sie kommt endemisch auf den im südlichen Pazifik gelegenen Marquesas-Inseln vor. Sie galt von 1998 bis zu ihrem Wiederauffinden im Jahr 2003 als ausgestorben. Die IUCN führt Ochrosia brownii allerdings weiterhin als ausgestorben.

## Beschreibung

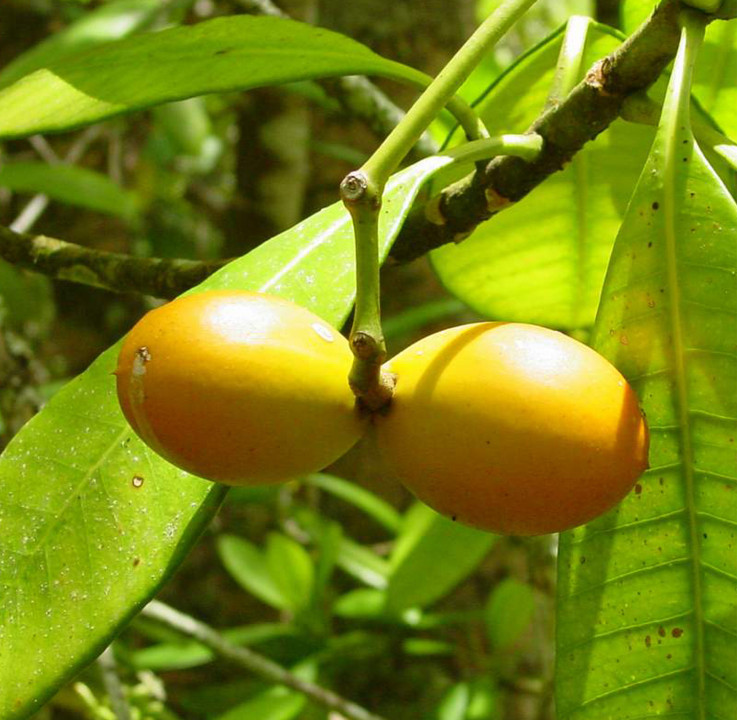
Zweig mit zwei reifen Früchten

### Vegetative Merkmale
Ochrosia brownii wächst als Baum, der Wuchshöhen von bis zu 13 Metern und Brusthöhendurchmesser von bis zu 24 Zentimetern erreichen kann. Die Rinde der Zweige ist glatt. Die laubtragenden Zweige sind bei einem Durchmesser von 4 bis 4,5 Millimetern zylinderförmig und die älteren, blattlosen Zweige werden 6 bis 7 Millimeter dick. Der Milchsaft ist weiß.
Die an kurzen Zweigen gegenständig und an längeren Zweigen wechselständig angeordneten Laubblätter sind in einen Blattstiel und eine Blattspreite gegliedert. An der Blattachse findet man 1 bis 1,5 Millimeter lange, dunkelbraune Haare, welche ein blassgelbes Harz absondern. Der Blattstiel ist 1,7 bis 3,3 Zentimeter lang und 1,7 bis 2 Millimeter dick. Die einfache, kahle Blattspreite ist bei einer Länge von 9,4 bis 16,5 Zentimetern sowie einer Breite von 3,2 bis 6,4 Zentimetern verkehrt-eiförmig bis elliptisch. Die Spreitenbasis läuft spitz keilförmig zu, die Spreitenspitze ist kurz zugespitzt und der Spreitenrand ist nach unten eingerollt. Die Oberseite der Blattspreite weist eine glänzend grüne bis gelbgrüne Färbung auf, während die Unterseite glänzend blassgrün gefärbt ist. Von jeder Seite des Blattmittelnerves zweigen 15 bis 20 Sekundärnerven ab.

### Generative Merkmale
Endständig auf einem Blütenstandsschaft stehen trichotom verzweigte, zymöse Blütenstände, welche 7 bis 12 Zentimeter lang werden. An der Spitze des Blütenstandes zweigen zwei kahle Schäfte mit jeweils 12 bis 18 Einzelblüten ab. In den Blütenstandsachsen findet man kleine, schuppenartige Tragblätter.
Die zwittrigen Blüten sind fünfzählig mit doppelter Blütenhülle und sind zusammen mit ihrem Blütenstiel 1,5 bis 4 Millimeter lang. Die fünf stumpfen bis abgerundeten Kelchblätter sind etwa 2 Millimeter lang und etwa 2,5 Millimeter breit. Die fünf weißen und angenehm duftenden Kronblätter sind röhrig miteinander verwachsen. Die bei einer Länge von 6 bis 7 Millimetern und einem Durchmesser von etwa 3 Millimetern zylindrische Kronröhre endet in fünf Kronlappen. Die Kronlappen sind 6 bis 7 Millimeter lang sowie 2 bis 25 Millimeter breit und haben ein abgerundetes oberes Ende. Die zwei freien Fruchtblätter sind bei einer Länge von 0,7 bis 0,8 Millimetern konisch geformt. Der etwa 0,8 Millimeter lange, fadenförmige Griffel weist an seiner Basis einen grünen Ring auf und hat einen 0,7 bis 0,8 Millimeter langen, eiförmig geformten Kopf, welcher an seiner Spitze ein Haarbüschel hat. Das zweilappige und etwa 0,3 Millimeter große Nektarium ist mit den Fruchtblättern bedeckt.
Es werden je Blüte zwei fleischige, zur Reife orangefarbene Steinfrüchte gebildet, welche bei einer Länge von 3,7 bis 5,3 Zentimetern und einem Durchmesser von 2,5 bis 3,7 Zentimetern ellipsoid geformt sind.  Das ebenfalls orangefarbene, rund 5 Millimeter dicke Mesokarp umhüllt das außen faserige und innen holzige Endokarp. Das Endokarp ist 3,1 bis 4,8 Zentimeter lang und 1,9 bis 3,3 Zentimeter dick. Die Fasern auf den Endokarp können Durchmesser von bis zu 1,5 Millimeter aufweisen. Jede Frucht enthält zwei ellipsoide Samenkörner, welche etwa 2,5 Zentimeter lang, 2,3 bis 2,6 Zentimeter breit und etwa 0,4 Zentimeter dick sind.

## Verbreitung
Das natürliche Verbreitungsgebiet von Ochrosia brownii liegt auf den Marquesas-Inseln im südlichen Pazifik. Es umfasst dort nur die Insel Nuku Hiva, von wo bisher zwei Population bekannt sind, wobei eine dieser Populationen bereits erloschen ist. Die erste Population auf dem Toovii-Plateau, in welcher 1921 von Forest Buffen Harkness Brown das Typusexemplar gesammelt worden ist, verschwand in der nachfolgenden Zeit und die Art galt als ausgestorben. Erst 2003 fand Jean-François Butaud auf dem südöstlich des Toovii-Plateau gelegenen Vaioa-Plateau, in der Nähe von Matahamo eine weitere, aus einem ausgewachsenen Baum und mehreren Jungpflanzen bestehende Population.
Ochrosia brownii gedeiht in Höhenlagen von 730 bis 900 Metern. Diese Art wächst dort in immergrünen, feuchten Wäldern. In den Wäldern wachsen unter anderem Asplenium australasicum, Histiopteris incisa und Microsorum grossum sowie verschiedene Arten von Hibiskus (Hibiscus), Ixora, Eisenhölzern (Metrosideros), Schraubenbäumen (Pandanus), Phyllanthus, Premna, Wikstroemia und Xylosma.

## Taxonomie
Die Erstbeschreibung als Neisosperma brownii erfolgte 1972 durch Francis Raymond Fosberg und Marie-Hélène Sachet in Micronesica. David H. Lorence und Jean-François Butaud überführten diese Art als Ochrosia brownii im Jahr 2011 in PhytoKeys in die Gattung Ochrosia.